# Lei non fuma, lei non beve, ma...
Lei non fuma, lei non beve, ma... (Elle boit pas, elle fume pas, elle drague pas, mais... elle cause!) è un film del 1970 diretto da Michel Audiard.
Il film è basato su un romanzo di Fred Kassak.